# Dockstavarvet

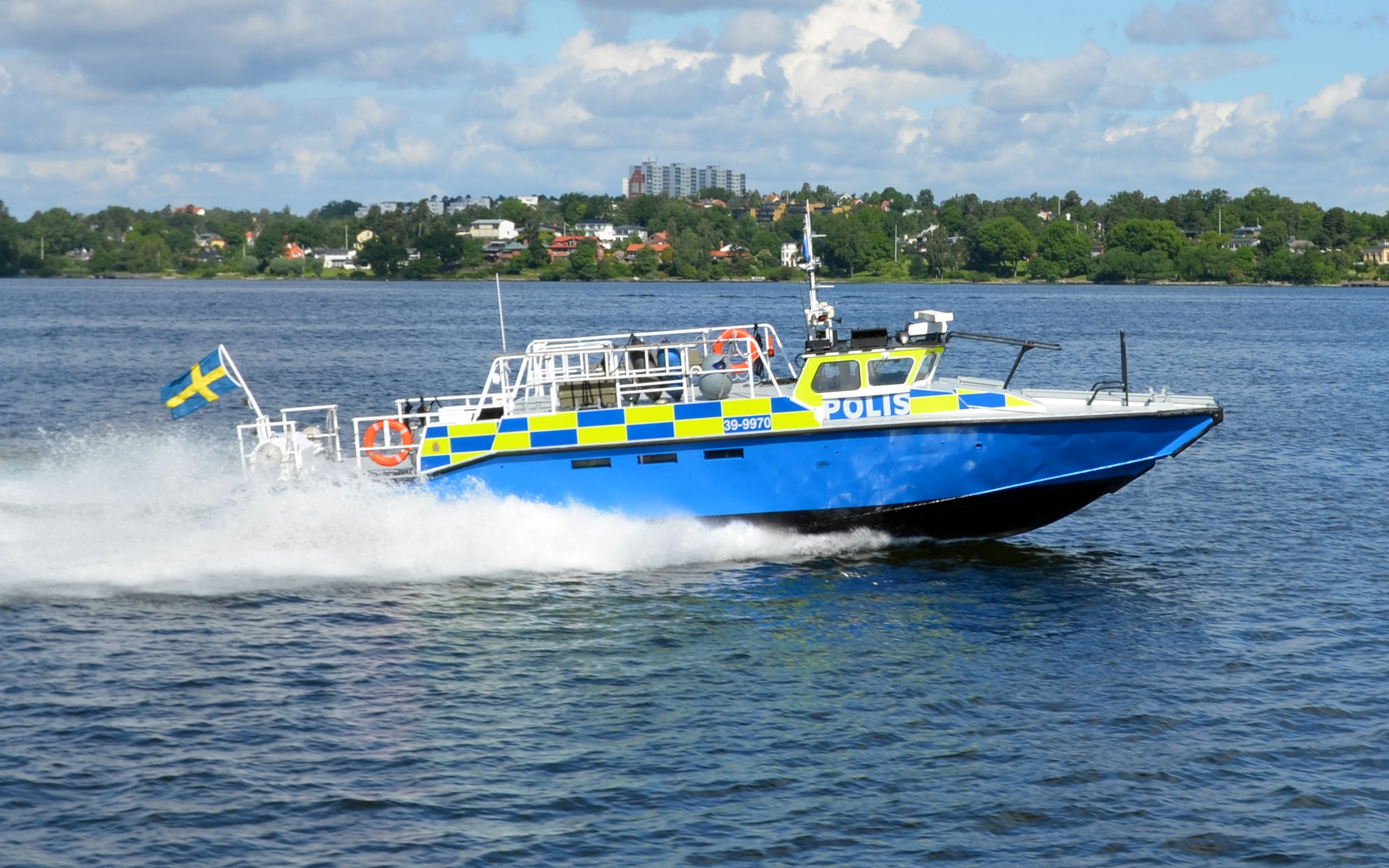
Stridsbåt 90H som polisbåt 39-9970 i Stockholm, 2012

N. Sundin Dockstavarvet AB, vanligen Dockstavarvet, är ett skeppsvarv i tätorten Docksta i Kramfors kommun i Västernorrlands län.

## Historik
Det ursprungliga varvet grundades år 1905 av kusinerna Nils Sundin och Carl Sundin och gick från början under namnet N & C Sundins Båtbyggeri. Fram till början av 1960-talet byggdes båtarna i trä, men kom sedan att ersättas helt av aluminiumbåtar.
Varvets största framgång är Stridsbåt 90H som bland annat används inom den svenska marinen för förflyttning av trupp och materiel samt strid i skärgården. Stridsbåt 90H har även fått framgångar utomlands där den bland annat ingår i den malaysiska polisens arbete mot narkotikasmuggling. 
Bland de andra båtarna som byggs märks bland annat ett antal olika lotsbåtar.

## Ägarförhållanden
N. Sundin Dockstavarvet AB ägdes till 100% av Aludesign in Docksta AB som Nils Sundins tre barnbarn ägde tillsammans. Aludesign ägde även Rindö Marine i Vaxholm, Stockholm samt 55% av Muskövarvet, också det i Stockholm.  21 december 2017 köptes varvet med all verksamhet av SAAB AB och inordnades i SAAB-koncernen under SAAB Kockums AB.

## Byggda fartyg i urval
- Tjänstefartyg nr 11, ek, 1958, för Kungliga Sjöfartsstyrelsen
- M/S Gustaf av Klint, aluminium, 2015, sjömätningsfartyg för Sjöfartsverket